# Cantone di Peyriac-Minervois
Il Cantone di Peyriac-Minervois era una divisione amministrativa dell'arrondissement di Carcassonne.
A seguito della riforma approvata con decreto del 21 febbraio 2014, che ha avuto attuazione dopo le elezioni dipartimentali del 2015, è stato soppresso.

## Composizione
Comprende i comuni di:
- Azille
- Aigues-Vives
- Cabrespine
- Castans
- Caunes-Minervois
- Citou
- La Redorte
- Laure-Minervois
- Lespinassière
- Pépieux
- Peyriac-Minervois
- Puichéric
- Rieux-Minervois
- Saint-Frichoux
- Trausse
- Villeneuve-Minervois